# Scopula epiorrhoe
Scopula epiorrhoe là một loài bướm đêm trong họ Geometridae.